# ヒプノティスト-催眠-
『ヒプノティスト-催眠-』（ヒプノティストさいみん、Hypnotisören）は、2012年のスウェーデンのクライム映画。ラーシュ・ケプレルの小説『催眠』を原作とし、ラッセ・ハルストレムが監督を務めた。第85回アカデミー賞の外国語映画賞にはスウェーデン代表として出品されたが、最終選考には残らなかった。

## キャスト
※括弧内は日本語吹替
- ヨーナ・リンナ - トビアス・ジリアクス（英語版）（滝知史）
- エリック・マリア・バルク - ミカエル・パーシュブラント（斧アツシ）
- シモーヌ・バルク - レナ・オリン（仲村かおり）
- ダニエラ - ヘレーナ・アフ・サンデバリ（英語版）（白川万紗子）
- ヨセフ・エーク - ヨナタン・ボークマン (浅利遼太)
- ベンジャミン - オスカル・ペッタソン（中嶋アキ）
- マグダレナ - エヴァ・メランデル（スウェーデン語版）
- リディア - アンナ・アスカラーテ（スウェーデン語版）（水野ゆふ）
- エルランド - ヨハン・ハルストレム（英語版）
- カルロス - グスタフ・レヴィン (西村太佑)